# Elsie Motz Lowdon
Pour les articles homonymes, voir Motz (homonymie) et Lowdon.
Elsie Motz Lowdon, née Elsie Motz le 10 décembre 1882 à Waco dans l'état du Texas et morte le 19 mai 1960 à Fort Worth dans le même état aux États-Unis, est une peintre américaine, connue pour ces portraits, scènes de genre et paysages en miniature. 

## Biographie
Elsie Motz Lowdon naît à Waco dans l'état du Texas en 1882. Jeune fille, elle étudie l'art et la musique auprès de sa sœur Mary Motz Wills, une enseignante et peintre de nature morte. Elle suit ensuite les cours de l'université Baylor et de la peintre Eleanor T. Wragg. Elle s'installe enfin à New York ou elle termine sa formation auprès des peintres Lucia Fairchild Fuller et Elsie Dodge Pattee.
Au cours de sa carrière, elle s'illustre dans la réalisation de portraits, scènes de genre et paysages en miniature. Elle expose ces oeuvres de l'ouest à l'est des États-Unis, de Los Angeles à New York en passant par Atlanta, Washington, Philadelphie et à de nombreuses reprises dans l'état du Texas, ou elle participe notamment à l'exposition universelle de 1915 à San Francisco et à l'exposition du centenaire du Texas de 1936 (en) à Dallas. Elle est membre de la National Association of Women Artists, de la Southern States Art League (en) et de la Texas Fine Arts Association (en). 
Jusqu'au début des années 1930, elle vivait entre la ville de New York et le Texas, avant de s'installer définitivement à Abilene. Elle meurt à Fort Worth en 1960.
Ces œuvres sont notamment visibles ou conservées au Smithsonian American Art Museum de Washington, au Metropolitan Museum of Art de New York et au The Grace Museum (en) d'Abilene.

## Œuvres

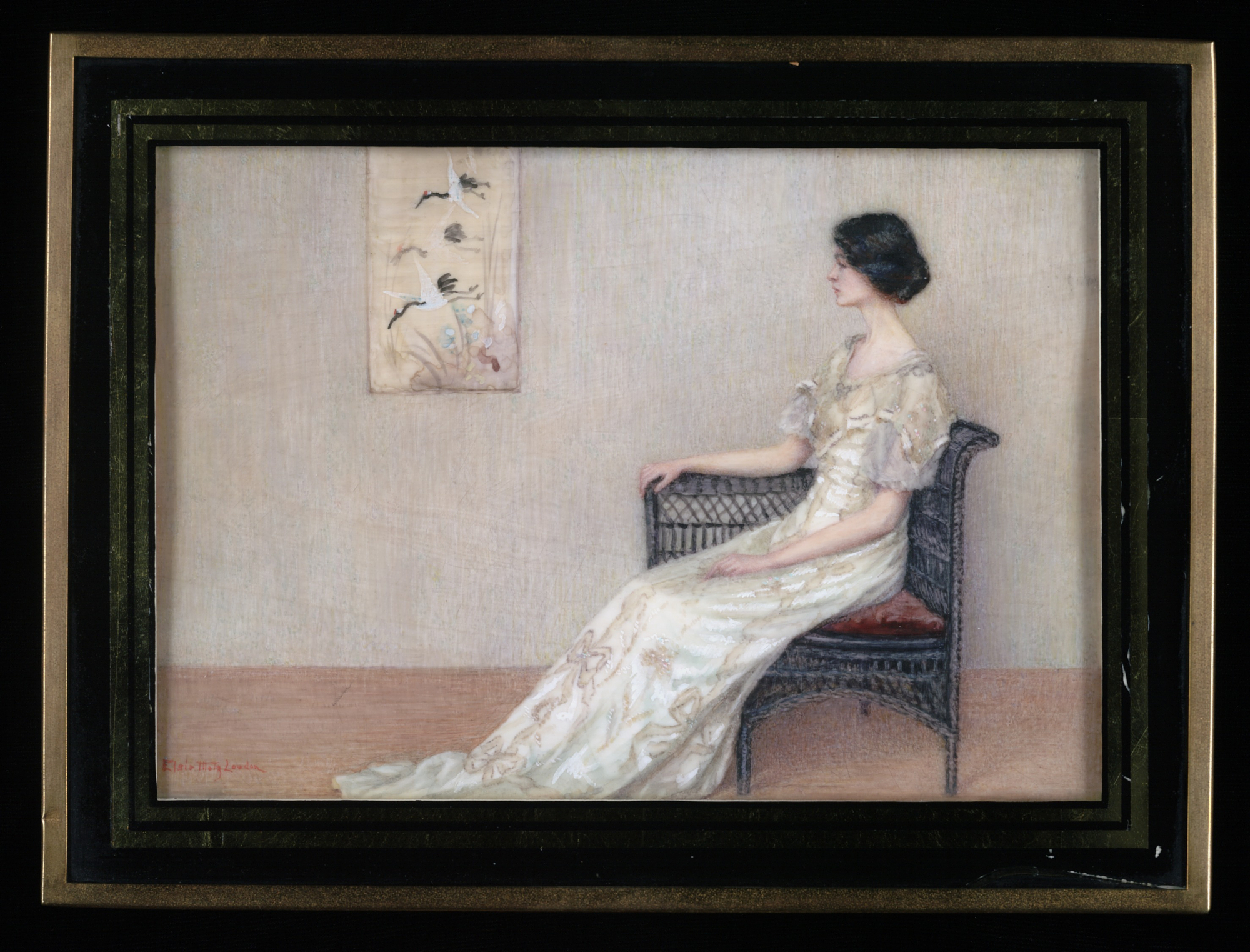
Perdita, vers 1915, Smithsonian American Art Museum